# Afghanistan i olympiska sommarspelen 1968
Afghanistan deltog i de olympiska sommarspelen 1968 med en trupp bestående av 5 deltagare. Ingen av landets deltagare erövrade någon medalj.